# Parler
Pour le réseau social, voir Parler (réseau social).
En linguistique française, la notion de parler a le sens large de « variété de langue ». Du point de vue sociolinguistique, il peut s'agir de parler populaire, de parler courant ou de parler cultivé, qui correspondent respectivement aux niveaux ou registres de langue populaire, courant et soutenu. Cependant, le terme « parler » est employé le plus souvent en dialectologie, pour dénommer la variété régionale la plus petite et du rang le plus bas dans la hiérarchie des variétés régionales.

## Dans la dialectologie française
Le parler est un système de signes et de règles de combinaison défini par un cadre géographique étroit, d'habitude rural, par exemple vallée ou village. Ce terme n'a pas de connotation sociolinguistique. Par contre, la notion de « parler patois » ou simplement « patois » implique une telle connotation, évoquant le fait que c'est une variété régionale rurale, utilisée dans un contexte socioculturel déterminé, par exemple par des paysans qui abordent entre eux des sujets liés à la vie rurale,.

## Correspondants du terme «parler» dans d'autres dialectologies
Dans la littérature linguistique de langue anglaise, on utilise le terme dialect pour les variétés régionales en général. Par conséquent, le terme dialect correspond également à « parler » et à « patois ».
Dans la dialectologie roumaine, la variété régionale la plus petite est appelée grai. C'est celle d'une partie de région, d'un groupe de localités rurales ou d'un seul village. Elle n'aurait que des particularités non essentielles, surtout phonétiques et lexicales, se distinguant ainsi de la variété immédiatement supérieure, appelée « sous-dialecte » par certains linguistes roumains et « dialecte » par d'autres, qui a des particularités grammaticales aussi : dans l'expression de certaines valeurs casuelles, dans les formes pronominales, dans les formes modales et temporelles des verbes, etc. Le parler dispose d'un système linguistique cohérent ayant ses propres normes, qui assure la communication efficace dans le cadre de la communauté où il est utilisé,.
En russe, on écrit des ouvrages de dialectologie aussi bien sur le russe, que sur les langues très variées de Russie et de l'ancienne Union Soviétique, ainsi que sur les langues slaves en général. Pour les variétés régionales les plus petites, on utilise le terme govor. On en distingue plusieurs types. Un « parler maternel » est celui des locuteurs d'un territoire d'où une partie de la population a émigré. En rapport avec ce type, un « parler d'immigrés » est celui d'un groupe de population parti d'un territoire et établi dans un autre. Par exemple, un parler maternel peut être l'un de la Russie centrale, et un parler d'immigrés celui de ceux qui sont partis de ce territoire et ont immigré en Sibérie. Un autre type est celui du « parler de transition », dont les traits sont en général une combinaison de traits des parlers voisins. Un quatrième type est celui du « parler insulaire », entouré de parlers d'une autre ou d'autres langues,.
Dans la dialectologie hongroise, les types de variétés régionales sont appelés par le terme nyelvjárás qui peut correspondre à « dialecte » aussi, avec divers mots qui complètent ce terme pour exprimer leur place dans la hiérarchie. La variété la plus petite est nommée helyi nyelvjárás, où helyi signifie « local ». Son territoire peut être constitué de 2 ou 3 villages voisins, d'un seul village ou même d'une partie d'un village. Par exemple, il y a en Hongrie un village où les habitants catholiques ont un parler différent de celui des habitants de religion réformée, parce que ceux-ci ont des rapports plus étroits avec des villages de la même religion d'une autre région.
Certains linguistes hongrois soutiennent l'idée que, par rapport aux types de variétés régionales de rang plus élevé, seul le parler peut être caractérisé de façon précise, parce qu'il est utilisé par les membres d'une communauté qui sont en contact les uns avec les autres d'une manière plus ou moins régulière. De ce fait, pour les autochtones, leur parler est une forme primordiale d'emploi de la langue, forme qui fait partie de leur conscience collective. Par conséquent, seul ce type de variété serait un système du point de vue structurel, et les types de rang supérieur ne seraient que des abstractions scientifiques qui ne constitueraient pas un système de ce point de vue.

### Lecture supplémentaire
- Sylvain Auroux, « La catégorie du parler et la linguistique », Romantisme, nos 25-26,‎ 1979, p. 157-178 (DOI https://doi.org/10.3406/roman.1979.5279, lire en ligne [PDF], consulté le 10 janvier 2023)